# Bayer 04 Leverkusen
Bayer 04 Leverkusen Fußball GmBH, cunoscut și ca Bayer Leverkusen, Leverkusen sau Bayer, este un club de fotbal din Leverkusen, Germania, care evoluează în Bundesliga. 
Clubul a fost fondat pe 1 iulie 1904. Echipa a evoluat doar în divizia a treia și a patra până în 1936, când au promovat în cea secundă. Ei au jucat pentru prima dată în prima divizie în 1951. După o serie foarte lungă de retrogradări și promovări, Bayer Leverkusen a câștigat cupa UEFA în 1988, după ce au jucat în finală cu o echipă spaniolă și au învins-o cu 3-2 la loviturile de la 11 metri.
Din 1990, s-a dat dreptul ca cluburile de fotbal să aducă 3 străini în echipă, și au reușit să-i aducă pe: Jorginho, Paulo Sergio, Pavel Hapal, Bernd Schuster și Rudi Völler, mari jucători ai vremii, dintre care ultimii doi erau tot germani.
Primul titlu de Cupa Germaniei l-au obținut în 1993, învingând Hertha Berlin. Până în 2002 au avut mai multe performanțe, dar atunci au ratat-o pe cea mai mare, pierzând finala Ligii Campionilor. 
Bayer Leverkusen a câștigat Bundesliga o dată, în sezonul 2023–24. Clubul a câștigat un DFB-Pokal și o Cupa UEFA. Bayer a terminat, de asemenea, vicecampion în UEFA Champions League 2001–02, pierzând cu 2–1 în finală cu Real Madrid. Rivalele lor locale sunt 1. FC Köln, Borussia Mönchengladbach și Fortuna Düsseldorf.

## Istorie

### Origini și primii ani
La 27 noiembrie 1903, Wilhelm Hauschild a scris o scrisoare – semnată de 170 dintre colegii săi de muncă – angajatorului său, Friedrich Bayer and Co., căutând sprijinul companiei pentru a înființa un club sportiv. Compania a fost de acord să susțin inițiativa, iar la 1 iulie 1904 a fost fondat „Turn- und Spielverein Bayer 04 Leverkusen”. On 31 May 1907, a separate football department was formed within the club. În cultura sportului din Germania la acea vreme, exista o animozitate semnificativă între gimnaste și alte tipuri de sportivi. În cele din urmă, aceasta a contribuit la o scindare în interiorul club: la 8 iunie 1928, fotbaliștii au format o asociație separată – Sportvereinigung Bayer 04 Leverkusen – care includea și jucătorii de handbal și pumn, atletism și box, în timp ce gimnastele au continuat ca TuS Bayer 04 Leverkusen. SV Bayer 04 Leverkusen a luat cu ei culorile tradiționale ale clubului, roșu și negru, gimnastele adoptând albastru și galben.

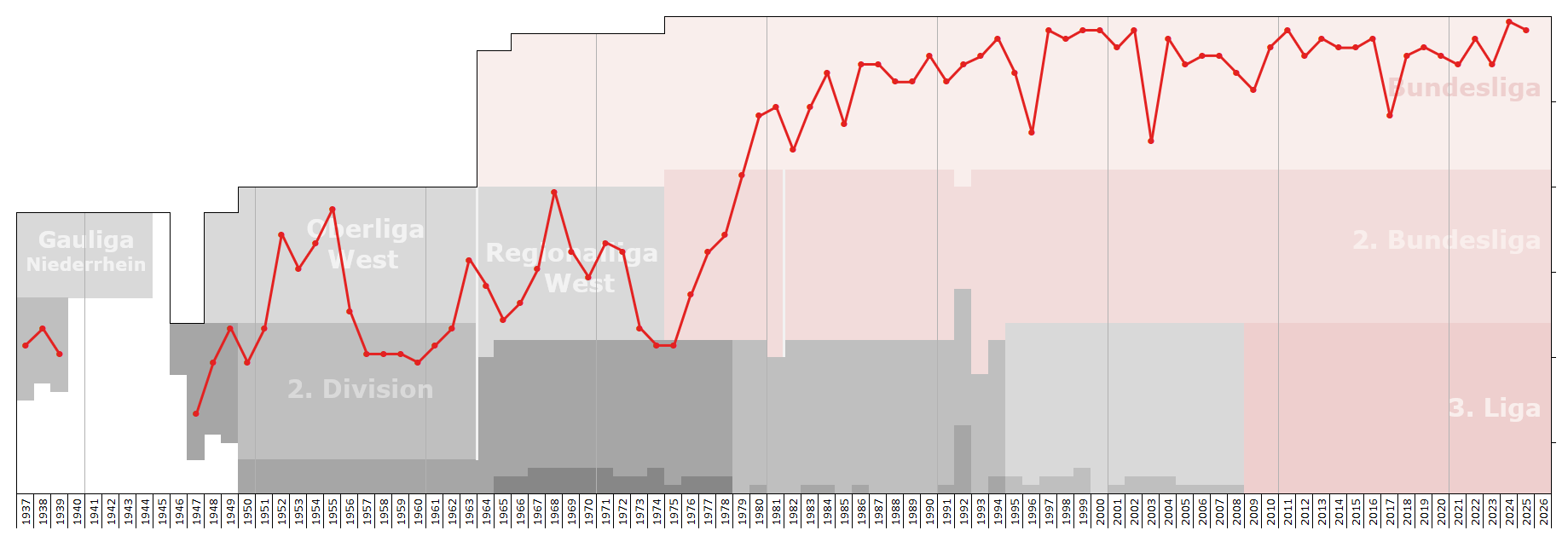
Tabel istoric al performanței ligii Bayer Leverkusen după cel de-Al Doilea Război Mondial

În această perioadă și în anii 1930, SV Bayer 04 Leverkusen a jucat fotbal în a treia și a patra divizie.În 1936, au câștigat promovarea în a doua cea mai înaltă clasă de joc a perioadei. Acesta a fost și anul în care clubul a purtat crucea „Bayer”, încă vizibilă pe echipamentele lor, pentru prima dată.Au făcut prima lor apariție în liga superioară în 1951, în Oberliga West și au jucat acolo până în 1956, după care au retrogradat.

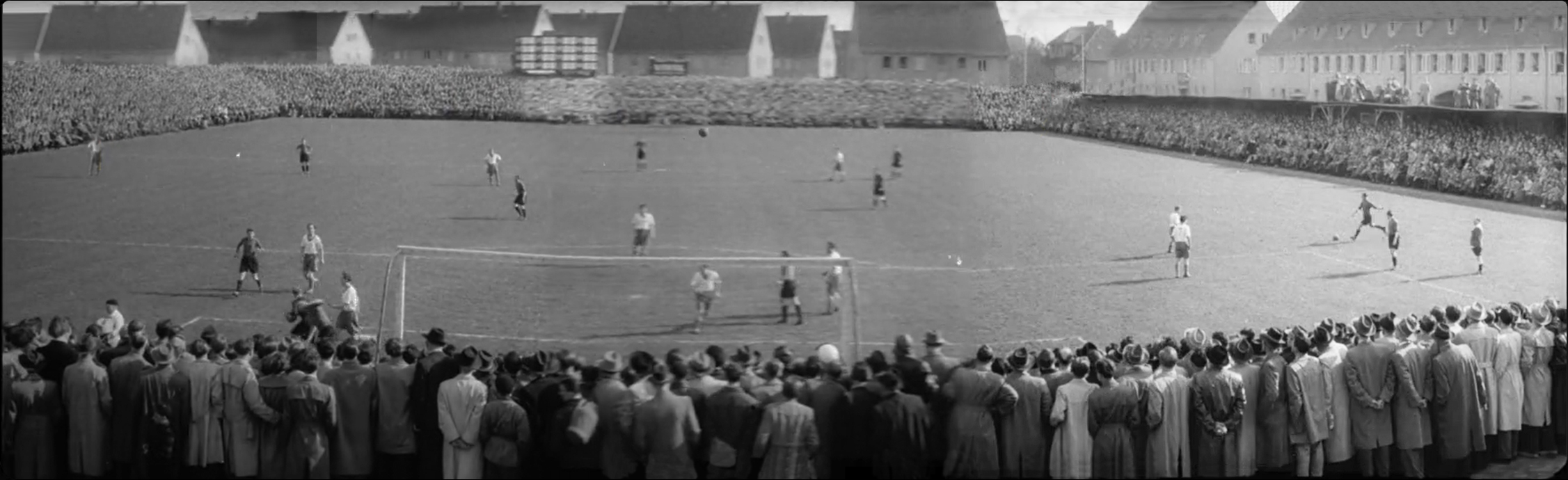
O lovitură liberă pe vechiul stadion Stadtpark împotriva lui SV Sodingen în 1955

SV Bayer 04 Leverkusen nu va reveni în ligile superioare decât în 1962, cu doar un sezon înainte de formarea noii ligi profesioniste a Germaniei, Bundesliga. Anul următor a văzut clubul în Regionalliga West, gradul II, unde performanțele lor din următoarele câteva sezoane i-au lăsat cu mult pe jos în clasament.

## Lotul curent
La 13 august 2025
| Nr. |                            | Poziție | Jucător             |
| --- | -------------------------- | ------- | ------------------- |
| 1   | Țările de Jos              | P       | Mark Flekken        |
| 3   | Ecuador                    | F       | Piero Hincapié      |
| 4   | Anglia                     | F       | Jarell Quansah      |
| 7   | Germania                   | M       | Jonas Hofmann       |
| 8   | Germania                   | M       | Robert Andrich      |
| 10  | Statele Unite ale Americii | M       | Malik Tillman       |
| 11  | Franța                     | A       | Martin Terrier      |
| 12  | Burkina Faso               | F       | Edmond Tapsoba      |
| 13  | Brazilia                   | F       | Arthur              |
| 14  | Cehia                      | A       | Patrik Schick       |
| 16  | Franța                     | F       | Axel Tape           |
| 17  | Germania                   | A       | Farid Alfa-Ruprecht |
| 18  | Argentina                  | A       | Alejo Sarco         |

| Nr. |               | Poziție | Jucător           |
| --- | ------------- | ------- | ----------------- |
| 19  | Țările de Jos | A       | Ernest Poku       |
| 20  | Spania        | F       | Álex Grimaldo     |
| 21  | Maroc         | M       | Amine Adli        |
| 22  | Nigeria       | A       | Victor Boniface   |
| 23  | Nigeria       | M       | Nathan Tella      |
| 24  | Spania        | M       | Aleix García      |
| 25  | Argentina     | M       | Exequiel Palacios |
| 28  | Germania      | P       | Janis Blaswich    |
| 30  | Algeria       | M       | Ibrahim Maza      |
| 35  | Camerun       | A       | Christian Kofane  |
| 36  | Germania      | P       | Niklas Lomb       |
| 44  | Franța        | F       | Jeanuël Belocian  |

### Împrumutați
| Nr. |          | Poziție | Jucător                                              |
| --- | -------- | ------- | ---------------------------------------------------- |
|     | Cehia    | P       | Matěj Kovář (la PSV Eindhoven până pe 30 iunie 2026) |
|     | Senegal  | F       | Abdoulaye Faye (la Lorient până pe 30 iunie 2026)    |
|     | Germania | F       | Tim Oermann (la Sturm Graz până pe 30 iunie 2026)    |

| Nr. |          | Poziție | Jucător                                                  |
| --- | -------- | ------- | -------------------------------------------------------- |
|     | Belgia   | M       | Noah Mbamba (la Dender EH până pe 30 iunie 2026)         |
|     | Germania | M       | Francis Onyeka (la VfL Bochum până pe 30 iunie 2026)     |
|     | Ucraina  | A       | Artem Stepanov (la 1. FC Nürnberg până pe 30 iunie 2026) |

## Recorduri
|    |          | Jucător          | Perioada     | Meciuri |
| -- | -------- | ---------------- | ------------ | ------- |
| 1  | Germania | Rüdiger Vollborn | 1982–1999    | 483     |
| 2  | Germania | Ulf Kirsten      | 1990–2003    | 448     |
| 3  | Germania | Thomas Hörster   | 1977–1991    | 447     |
| 4  | Germania | Stefan Kießling  | 2006–2018    | 444     |
| 5  | Germania | Carsten Ramelow  | 1996–2008    | 437     |
| 6  | Germania | Simon Rolfes     | 2005–2015    | 377     |
| 7  | Germania | Gonzalo Castro   | 2005–2015    | 370     |
| 8  | Germania | Bernd Schneider  | 1999–2009    | 366     |
| 9  | Germania | Jonathan Tah     | 2015–prezent | 353     |
| 10 | Germania | Lars Bender      | 2009–2021    | 342     |

|    |               | Jucător            | Perioada  | Goluri |
| -- | ------------- | ------------------ | --------- | ------ |
| 1  | Germania      | Ulf Kirsten        | 1990–2003 | 240    |
| 2  | Germania      | Stefan Kießling    | 2006–2018 | 162    |
| 3  | Bulgaria      | Dimitar Berbatov   | 2001–2006 | 91     |
| 4  | Germania      | Herbert Waas       | 1982–1990 | 74     |
| 5  | Germania      | Christian Schreier | 1984–1991 | 68     |
| 6  | Brazilia      | Paulo Sérgio       | 1993–1997 | 64     |
| 7  | Coreea de Sud | Cha Bum-Kun        | 1983–1989 | 63     |
| 8  | Argentina     | Lucas Alario       | 2017–2022 | 58     |
| 9  | Germania      | Karim Bellarabi    | 2011–2023 | 57     |
| 10 | Germania      | Oliver Neuville    | 1999–2004 | 56     |

## Palmares

### Intern

#### Campionat
- Bundesliga
  - Câștigători: 2023–24[9]
  - Locul doi: 1996–97, 1998–99, 1999–2000, 2001–02, 2010–11
- 2. Bundesliga Nord
  - Câștigători: 1978–79[4]

#### Cupă
- DFB-Pokal
  - Câștigători: 1992–93, 2023-24[4]
  - Locul doi: 2001–02, 2008–09, 2019–20
- DFL-Supercup
  - Locul doi: 1993[4]

### European
- UEFA Champions League
  - Locul doi: 2001–02[4]
- UEFA Cup / UEFA Europa League
  - Câștigători: 1987–88[4]

### Youth
- German Under 19 Championship
  - Câștigători: 1986, 2000, 2007[necesită citare]
  - Locul doi: 1995, 2001, 2003, 2010[necesită citare]
- German Under 17 Championship
  - Câștigători: 1992, 2016[necesită citare]
- Under 19 Bundesliga West
  - Câștigători: 2007, 2010[necesită citare]

### În Europa
La 11 aprilie 2024.
| Competiție            | Jucat | V   | E  | Î  | GM  | GP  | GOl  | VIC%  |
| --------------------- | ----- | --- | -- | -- | --- | --- | ---- | ----- |
| UEFA Champions League | 117   | 43  | 26 | 48 | 171 | 180 | −9   | 36,75 |
| UEFA Europa League    | 137   | 72  | 29 | 36 | 248 | 138 | +110 | 52,55 |
| Cupa Cupelor UEFA     | 6     | 3   | 2  | 1  | 15  | 8   | +7   | 50    |
| Total                 | 260   | 118 | 57 | 85 | 434 | 326 | +108 | 45,38 |

## Antrenori
La 5 octombrie 2022. 
- Lori Polster (1950)

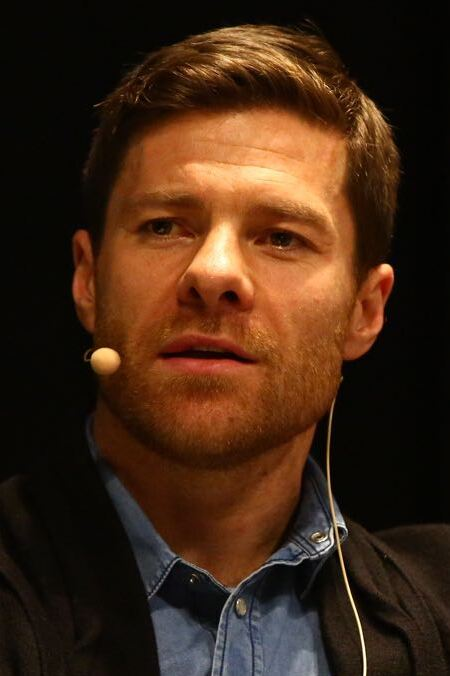
Xabi Alonso a adus primul titlu de campioană

- Raimond Schwab (1950–51)
- Franz Strehle (1951–53)
- Hans-Josef Kretschmann (1953–56)
- Emil Melcher (1956–57)
- Edmund Conen (1957–59)
- Theo Kirchberg (1959–60)
- Erich Garske (1960–62)
- Fritz Pliska (1962–65)
- Theo Kirchberg (1965–71)
- Gero Bisanz (1971–73)
- Friedhelm Renno (1973–74)
- Manfred Rummel (1974–75)
- Radoslav Momirski (1976–76)
- Willibert Kremer (1 iulie 1976–22 Noi 81)
- Gerhard Kentschke (23 Noi 1981–30 iunie 82)
- Dettmar Cramer (1 iulie 1982–30 iunie 85)
- Erich Ribbeck (1 iulie 1985–30 iunie 88)
- Rinus Michels (1 iulie 1988–13 aprilie 89)
- Jürgen Gelsdorf (13 aprilie 1989–30 mai 91)
- Peter Hermann (31 mai 1991–30 iunie 91)
- Reinhard Saftig (1 iulie 1991–4 aprilie 93)
- Dragoslav Stepanović (4 aprilie 1993–7 aprilie 95)
- Erich Ribbeck (10 aprilie 1995–27 aprilie 96)
- Peter Hermann (28 aprilie 1996–30 iunie 96)
- Christoph Daum (1 iulie 1996–21 Oct 00)
- Rudi Völler (21 Oct 2000–11 Noi 00)
- Berti Vogts (12 Noi 2000–20 mai 01)
- Klaus Toppmöller (1 iulie 2001–15 Feb 03)
- Thomas Hörster (16 Feb 2003–10 mai 03)
- Klaus Augenthaler (13 mai 2003–16 Sep 05)
- Rudi Völler (16 Sep 2005–9 Oct 05)
- Michael Skibbe (9 Oct 2005–21 mai 08)
- Bruno Labbadia (1 iulie 2008–5 iunie 09)
- Jupp Heynckes (5 iunie 2009–1 iulie 11)
- Robin Dutt (1 iulie 2011–1 aprilie 12)
- Sami Hyypiä și  Sascha Lewandowski (1 aprilie 2012–30 iunie 13)
- Sami Hyypiä (1 iulie 2013–5 aprilieie 14)
- Sascha Lewandowski (5 aprilie 2014–30 Iunie 14)
- Roger Schmidt (1 iulie 2014– 5 martie 2017)
- Tayfun Korkut (6 martie 2017 – 30 iunie 2017)
- Heiko Herrlich (1 iulie 2017 – 23 decembrie 2018)
- Peter Bosz (23 decembrie 2018 – 23 martie 2021)
- Hannes Wolf (23 martie 2021 – 30 iunie 2021)
- Gerardo Seoane (1 iulie 2021 – 5 octombrie 2022)
- Xabi Alonso (5 octombrie 2022 – 25 mai 2025)
- Erik ten Hag (1 iulie 2025 – prezent)